# Gare de Kurikoma-Kōgen
La gare de Kurikoma-Kōgen (くりこま高原駅, Kurikoma-Kōgen-eki) est une gare ferroviaire de la ville de Kurihara, dans la préfecture de Miyagi, au Japon. Elle est uniquement desservie par la ligne Shinkansen Tōhoku de la East Japan Railway Company (JR East).

## Situation ferroviaire
La gare est située au point kilométrique (PK) 385,7 de la ligne Shinkansen Tōhoku.

## Histoire
La gare de Kurikoma-Kōgen a été inaugurée le 10 mars 1990 pour le prolongement de la ligne Shinkansen Tōhoku à Morioka.

## Service des voyageurs

### Accueil
La gare dispose d'un bâtiment voyageurs, avec guichets, ouvert tous les jours.

### Desserte
- Voie 11 : Ligne Shinkansen Tōhoku, direction Sendai et Tokyo
- Voie 12 : Ligne Shinkansen Tōhoku, direction Morioka et Shin-Aomori